# Tipula (Papuatipula) nokicola
Tipula (Papuatipula) nokicola is een tweevleugelige uit de familie langpootmuggen (Tipulidae). De soort komt voor in het Australaziatisch gebied.